# Selbstbestimmungsrecht der Völker

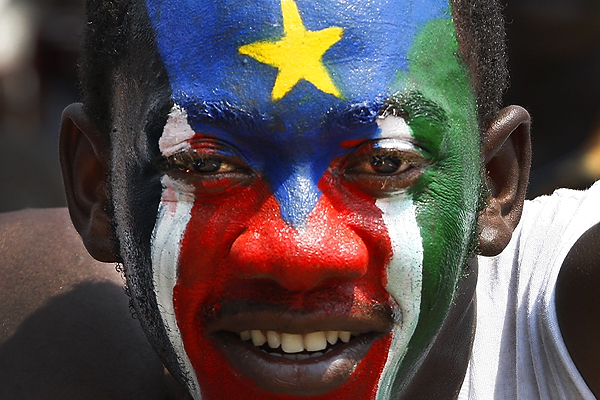
Unabhängigkeitsreferendum im Südsudan 2011

Das Selbstbestimmungsrecht der Völker ist ein völkerrechtlicher Grundsatz. Er besagt, dass jedes Volk das Recht hat, frei über seinen politischen Status, seine Staats- und Regierungsform und seine wirtschaftliche, soziale und kulturelle Entwicklung zu entscheiden. Dies schließt seine Freiheit von Fremdherrschaft ein. Dieses Selbstbestimmungsrecht ermöglicht einem Volk die Bildung einer Nation bzw. eines eigenen nationalen Staates oder aufgrund freier Willensentscheidung den Anschluss an einen anderen Staat.
Heute wird das Selbstbestimmungsrecht der Völker allgemein als gewohnheitsrechtlich geltende Norm des Völkerrechtes anerkannt. Sein Rechtscharakter wird außerdem durch Artikel 1 Ziffer 2 der UN-Charta, durch den Internationalen Pakt über bürgerliche und politische Rechte (IPBPR) sowie den Internationalen Pakt über wirtschaftliche, soziale und kulturelle Rechte (IPWSKR), beide vom 19. Dezember 1966, völkervertragsrechtlich anerkannt. Damit gilt es universell.

## Geschichte

### Beginn
Das Prinzip der Selbstbestimmung wurde in der Philosophie der Aufklärung ausdrücklich formuliert und war zunächst ein individuelles Recht, eng verbunden mit dem Kantischen Begriff der Mündigkeit. Die Wandlung zum Gruppenrecht begann bereits mit dem Ringen um die Religionsfreiheit.
1659 erschien die Schrift Gentis Felicitas des Johann Amos Comenius (frei übersetzt bedeutet der Titel: „Volkswohlfahrt“). Die Schrift beginnt mit der Definition des Begriffs Volk und leitet im zweiten Absatz aus dem individuellen Glücksstreben auch das Nationale her:

„(1) Ein Volk […] ist eine Vielheit von Menschen, die aus gleichem Stamme entsprossen sind, an dem selben Ort der Erde […] wohnen, gleiche Sprache sprechen und durch gleiche Bande gemeinsamer Liebe, Eintracht und Mühe um das öffentliche Wohl verbunden sind.

(2) Viele und verschiedene Völker gibt es […], sie sind alle durch göttliche Fügung in diesem Charakterzug gekennzeichnet: wie jeder Mensch sich selbst liebt, so jede Nation, sie will sich wohlbefinden, im wechselseitigen Wetteifer sich zum Glückszustand anfeuern.“

Danach stellt Comenius (jeweils mit Begründung und Erläuterung) 18 Merkmale für „Volkswohlfahrt“ zusammen, darunter einheitliche Bevölkerung ohne Mischung mit Fremden, innere Eintracht, Regierung durch Herrscher aus dem eigenen Volk und Reinheit der Religion.
Im späten 18. Jahrhundert wurde neben dem allgemeinen Selbstbestimmungsrecht die Idee einer „Volkssouveränität“ formuliert. So richteten sich die Französische Revolution und der Amerikanische Unabhängigkeitskrieg gegen das dynastische Prinzip. „Volk“ ist in vielen Revolutionen jedoch als politische Kategorie zu verstehen, die sich in „vertikaler“, das heißt zu den klassischen Herrschaftseliten (Adel, König), nicht aber in „horizontaler“ (im Gegensatz zu anderen Volksgruppen) Abgrenzung manifestiert. Der Anspruch auf Selbstbestimmung, auf Selbstorganisation nach innen und Unabhängigkeit nach außen steht dabei auch mit dem Konzept einer Nation in Verbindung. Insofern ist das Selbstbestimmungsrecht mit der Idee der Volkssouveränität eng verbunden. Voraussetzung für die Idee der politischen Selbstbestimmung war die Herausbildung des politischen Volksbegriffs.
In den von der Französischen Revolution motivierten Bestrebungen zur Bildung von Nationalstaaten im Europa des 19. Jahrhunderts gab es unterschiedliche Interpretation des Volksbegriffs. So spielte zum Beispiel die Sprache eine wichtige Rolle. Es entstand mit der Durchsetzung des politischen Volksbegriffes nach der Revolution von 1848 die Idee des Nationalitätenprinzips, wonach sogar jede Volksgruppe das Recht auf einen (eigenen) Staat habe. Dies richtete sich vor allem gegen die vielvölkerstaatlichen Königs- und Kaiserreiche des damaligen Europas.
Österreich und Preußen hatten im Prager Frieden von 1866 eine freie Abstimmungsmöglichkeit für die Einwohner der nördlichen Distrikte von Schleswig vereinbart. Die dänischen Forderungen dafür waren unbeachtet geblieben.

### Seit dem Ersten Weltkrieg
Die Idee des Selbstbestimmungsrechts der Völker wurde von Lenin im Oktober 1914 propagiert. Leo Trotzki forderte 1915 im Zimmerwalder Manifest, dass das „Selbstbestimmungsrecht der Völker […] unerschütterlicher Grundsatz in der Ordnung der nationalen Verhältnisse sein“ müsse. Nach der Oktoberrevolution unterzeichneten Lenin und Stalin das Dekret über die Rechte der Völker Russlands, auf dessen Grundlage sich u. a. Finnland und die Ukraine als unabhängige Nationalstaaten konstituierten. Während die Sowjetregierung das Selbstbestimmungsrecht für Finnland im Dezember 1917 anerkannte, verweigerte sie es der Ukraine. Nach Gründung der Russischen Sozialistischen Föderativen Sowjetrepublik (RSFSR) im Juli 1918 begann die Sowjetregierung, die sich selbstbestimmenden, abgefallenen Völker gewaltsam zu unterdrücken und wieder dem Staat einzuverleiben. US-Präsident Woodrow Wilson legte am 8. Januar 1918 sein 14-Punkte-Programm für einen Friedensschluss und eine Friedensordnung für die Zeit nach dem Ersten Weltkrieg vor, dem das Selbstbestimmungsrecht der Völker zugrunde lag.
Auf Grundlage des Selbstbestimmungsrechts der Völker sahen sowohl der Versailler Vertrag für das Deutsche Reich (Schleswig, Ost- und Westpreußen, Oberschlesien sowie das Saargebiet) als auch der Vertrag von Saint Germain für die Republik Österreich (Kärnten, Ödenburg) mehrere Plebiszite vor, die bei der Entscheidungsfindung über die territoriale Zugehörigkeit bestimmter Gebiete helfen sollten. Diese Volksabstimmungen waren jedoch unverbindliche Befragungen, die letztliche Entscheidung traf damals der Rat der Vier beziehungsweise der Völkerbund.

### Nach dem Zweiten Weltkrieg
Nach dem Zweiten Weltkrieg findet sich das Selbstbestimmungsrecht in verschiedenen UN-Dokumenten. Auch in der sowjetischen Völkerrechtslehre ist zumindest in späteren Jahren vom „Selbstbestimmungsrecht der Völker und Nationen“ die Rede. Ihr zufolge ist unter „Volk“ die jeweilige Bevölkerung eines bestimmten Territoriums (unabhängig von der historischen Entwicklung, wie erforderlich für die „Nation“ im Sinne Josef Stalins) zu betrachten. Erforderlich sind nur ein gemeinsames Gebiet und weitere Gemeinsamkeiten geschichtlicher, kultureller, sprachlicher und religiöser Art sowie die Verbindung durch gemeinsame Ziele, die sie mit Hilfe des Selbstbestimmungsrechtes erreichen will. Dem wurde auch durch das Ende der Entstellung des Selbstbestimmungsrechtes (Breschnew-Doktrin) Rechnung getragen. Im konkreten Fall, so bei der Frage der Rechtsstellung Gesamtdeutschlands nach dem Zweiten Weltkrieg, unterschieden sich die Auslegungen gemäß dem jeweiligen Verständnis der Parteien deutlich.

## Heute geltendes Völkerrecht
Das Selbstbestimmungsrecht der Völker ist eines der Grundaxiome der Charta der Vereinten Nationen. Es wird in den Artikeln 1, 2 und 55 erwähnt und als eine Grundlage der Beziehungen zwischen den Staaten bezeichnet.
Eine bindende Verpflichtung der Vertragsstaaten zur Einhaltung des Rechts auf Selbstbestimmung geht aus den beiden Menschenrechtspakten der Vereinten Nationen hervor, die 1966 von der UN-Generalversammlung angenommen wurden und nach Erreichen der nötigen Anzahl an Ratifizierungen 1977 in Kraft traten. Der Internationale Pakt über bürgerliche und politische Rechte (IPbpR) sowie der Internationale Pakt über wirtschaftliche, soziale und kulturelle Rechte (IPwskR) gleichen Datums erklären das Selbstbestimmungsrecht für die Vertragsstaaten als verbindlich. In beiden Pakten heißt es gleichlautend in Artikel I:

„(1) Alle Völker haben das Recht auf Selbstbestimmung. Kraft dieses Rechts entscheiden sie frei über ihren politischen Status und gestalten in Freiheit ihre wirtschaftliche, soziale und kulturelle Entwicklung.“

„(2) Alle Völker können für ihre eigenen Zwecke frei über ihre natürlichen Reichtümer und Mittel verfügen, unbeschadet aller Verpflichtungen, die aus der internationalen wirtschaftlichen Zusammenarbeit auf der Grundlage des gegenseitigem Wohles sowie aus dem Völkerrecht erwachsen. In keinem Fall darf ein Volk seiner eigenen Existenzmittel beraubt werden.“

„(3) Die Vertragsstaaten, einschließlich der Staaten, die für die Verwaltung von Gebieten ohne Selbstregierung und von Treuhandgebieten verantwortlich sind, haben entsprechend der Charta der Vereinten Nationen die Verwirklichung des Rechts auf Selbstbestimmung zu fördern und dieses Recht zu achten.“

Für die Überwachung der Einhaltung dieser Vertragspflicht sind der UN-Menschenrechtsausschuss und der UN-Ausschuss für wirtschaftliche, soziale und kulturelle Rechte verantwortlich. Der konkrete Gehalt dieser Rechtsnorm ist in einem General Comment des Menschenrechtsausschusses aus dem Jahre 1984 niedergelegt.
Das Selbstbestimmungsrecht der Völker ist ius cogens (vgl. die Kodifikation in Art. 53 Wiener Vertragsrechtskonvention (WVRK)). Es handelt sich mithin um eine Norm, von der nicht abgewichen werden darf, und die nur durch eine spätere Norm des allgemeinen Völkerrechts geändert werden könnte. Verträge, die gegen existierendes ius cogens verstoßen, sind nichtig (vgl. die in Art. 53 WVRK kodifizierte Regel).
Das Selbstbestimmungsrecht schafft grundsätzlich gerade keine Individualrechte, sondern bietet zunächst den Rahmen für deren Entfaltung oder jedenfalls die freie Gruppenbildung. Ein Recht des Individuums darauf, dass der Gruppe, deren Mitglied es ist, dieses Recht gewährt wird, besteht freilich.

## Das Selbstbestimmungsrecht als Grundsatz des Völkerrechts
Das Selbstbestimmungsrecht der Völker wurde auch in verschiedenen IGH-Urteilen als universelles und völkergewohnheitsrechtliches Prinzip mit erga omnes-Charakter anerkannt. Form und Inhalt des Selbstbestimmungsrechtes wurden von der UN in der Friendly Relations Declaration vom 24. Oktober 1970 noch konkretisiert. Als Resolution der Generalversammlung stellt die Prinzipien-Deklaration zwar keine bindende Rechtsquelle des Völkerrechts dar, wird aber von der Völkerrechtslehre verwendet, um den Inhalt des Selbstbestimmungsrechts zu bestimmen und wurde auch vom Internationalen Gerichtshof als Kriterium zur Ermittlung gewohnheitsrechtlicher Normen benannt. Auch das Bundesverfassungsgericht hat in seinem Teso-Beschluss die Geltung des völkerrechtlichen Grundsatzes bestätigt.

### Selbstbestimmung und Sezessionsrecht
Auch weil das geltende Völkerrecht die territoriale Integrität aller Staaten, die, wie es heißt, „eine Regierung besitzen, welche die gesamte Bevölkerung des Gebiets ohne Unterschied der Rasse, des Glaubens oder der Hautfarbe vertritt“ schützt, gibt es keine völkerrechtliche Norm, „die ein Sezessionsrecht ausdrücklich bejahen oder verbieten würde“. Selbst aus der Staatenpraxis ist kein Sezessionsrecht abzuleiten. Externe Selbstbestimmung und Territorialautonomie sind darüber hinaus fallabhängig zu gewähren und zu gestalten.
Wenn der Staat die nach Autonomie oder gar einem eigenen Staat strebende Minderheit durch seine Herrschaftsausübung diskriminiert, kann er seinen Anspruch auf territoriale Integrität nach dem gegenwärtigen Völkerrecht verwirken.

### Selbstbestimmungsrecht in multiethnischen Staaten
Nach Karl Doehring hat das Selbstbestimmungsrecht den Charakter eines Notwehrrechts: wenn eine ethnische Gruppe in fundamentaler Weise diskriminiert werde und zwar gerade aufgrund ihrer Gruppeneigenschaften, dann habe sie ein Recht auf Sezession. Es muss aber im Einzelfall genau geprüft werden, ob eine evidente und fundamentale Verletzung von Menschenrechten vorliegt und ob der Minderheit politische und rechtliche Möglichkeiten eingeräumt werden, um eigene Interessen zu vertreten oder sich notfalls gegen Benachteiligung zur Wehr setzen zu können. Es muss entschieden werden, ob eine so erhebliche Beeinträchtigung des diskriminierten Volkes vorliegt, die es rechtfertigt, das Selbstbestimmungsrecht des Staates teilweise einzuschränken. Der Staat hat durch seine Staatsgewalt also „das ganze [Staats-]Volk zu repräsentieren“. Werden einzelne Volksgruppen „per definitionem von der Teilhabe an staatlichem Leben ausgeschlossen“, dann erst verwirkt der Staat die Treuepflicht seiner Bürger.

## Selbstbestimmungsrecht und territoriale Integrität

### Volk
Eine Definition von Volk ist in den Menschenrechtspakten nicht getroffen worden und kann in rechtlicher Hinsicht in allgemeiner Form auch nicht getroffen werden. Was unter einem Volk zu verstehen ist, wird immer in einem konkreten historischen, politischen und kulturellen Umfeld konstruiert. Eine kleinere Gruppe innerhalb existierender Staaten kann als ein Volk verstanden werden, wenn bestimmte Kriterien (z. B. eine gewisse Homogenität, gemeinsame Geschichte und die Selbstidentifikation als distinkte Gruppe) gegeben sind. Identitätsstiftende Merkmale haben inkludierende und exkludierende Funktionen, manche Menschen werden einbezogen, andere ausgeschlossen.
Auch indigene Völker berufen sich in ihren Forderungen zentral auf das Selbstbestimmungsrecht. Aus diesem Grund stellen sich zahlreiche Staaten auf den Standpunkt, es gebe keine indigenen Völker (indigenous peoples), sondern nur indigene Menschen (indigenous people). Den umgekehrten Weg ging Bolivien, als die Republik 2009 offiziell in Plurinationaler Staat Bolivien umbenannt wurde. Damit wurde betont, dass der Staat den Rechten der indigenen Bevölkerung Rechnung tragen müsste, um die Legitimität des Vielvölkerlandes zu rechtfertigen. Allerdings gibt es bisher keinen Staat, in dem das angestammte Land einer autochthonen Bevölkerung in eine autonom verwaltete Provinz mit denselben Rechten wie andere Provinzen verwandelt worden wäre.

### Der ethisch-moralische Anspruch
Der Begriff Selbstbestimmungsrecht der Völker wird neben dem juristischen Ansatz auch im Sinne eines ethisch-moralischen Anspruchs verstanden, der gelegentlich zur Untermauerung politischer Ziele herangezogen wird und in vielen Konfliktfällen ein möglicher Lösungsweg für schwelende Konflikte sein könnte. Dabei handelt es sich allerdings dann noch nicht unbedingt um kodifiziertes oder allgemein durchgesetztes Völkerrecht.
So leiten beispielsweise Minderheiten daraus das Recht ab, sich als Volk zu definieren und Autonomie für sich zu beanspruchen, wobei unter Autonomie vom Recht auf Sprache und Brauchtum bis hin zur politischen Eigenstaatlichkeit alles verstanden werden kann. Eine solche Interpretation ist jedoch umstritten.
Die faktische Durchsetzbarkeit oder Durchsetzung des gültigen Rechtes hängt von dem jeweils aktuellen tatsächlichen Machtgefüge und den darin verwobenen Interessen ab.
Ein häufiges Problem sind überlappende Gebietsansprüche mehrerer Ethnien und zwischen zwei Regimen, die sich dabei jeweils auf das Selbstbestimmungsrecht berufen, oder die Entstehung neuer Minderheiten. Wenn solche Minderheiten nun ihrerseits ihr Selbstbestimmungsrecht realisieren wollen, kann dies zu weiteren Konflikten führen. Konfliktträchtig wird der Anspruch auf Selbstbestimmung auch dann, wenn die natürlichen Ressourcen eines Landes in einem Gebiet besonders konzentriert sind und die in diesem Gebiet dominierende Bevölkerungsgruppe einen größeren Anteil an diesen Ressourcen einfordert.
Ein aktuelles Beispiel ist das Kosovo im ehemaligen Jugoslawien. Mit der kosovarischen Staatsgründung und Sezession von Serbien ergibt sich ein praktisches Problem der Anwendung des Selbstbestimmungsrechtes, wer überhaupt an der Willensäußerung der Sezession von einem bereits bestehenden Staat teilnehmen darf. Dies gilt insbesondere bei zahlenmäßig relativ kleinen Völkern, bei denen von einem Kolonisator durch Ansiedlungen eigener Volksangehöriger das Erlangen einer Mehrheit zur Abspaltung in Ausübung des Selbstbestimmungsrechtes in Volksabstimmungen nach dem Mehrheitsprinzip rasch effektiv verhindert werden kann bzw. bereits die Abhaltung der Volksabstimmung institutionell verhindert würde.

### Probleme nach dem Ersten Weltkrieg
Bis zum Ersten Weltkrieg standen die meisten Völker Mitteleuropas unter der Herrschaft europäischer Imperien: des Russischen Reichs, des bereits seit dem 18. Jahrhundert im Zerfall begriffenen Osmanischen Reichs und Österreich-Ungarns. Das Deutsche Reich umfasste zudem einen Teil der polnischen, dänischen und französischen Siedlungsgebiete. Ergebnis des Ersten Weltkriegs war der Zerfall dieser Imperien und die Entstehung neuer Nationalstaaten.
Woodrow Wilsons Konzept bezog sich in allererster Linie auf die „historischen Nationen“, z. B. der Polen und Tschechen, die ihre frühere Eigenstaatlichkeit durch Teilung beziehungsweise Unterwerfung eingebüßt hatten und nun unter der Herrschaft der Kontinentalmächte Russland, Österreich-Ungarn und Deutschland standen. Bevölkerungsgruppen ohne eigenstaatliche Vergangenheit wurden in geringerem Maße berücksichtigt.
Dass aufgrund der ethnischen Gemengelage in den betroffenen Ländern nicht jede Nation einen eigenen, ökonomisch lebensfähigen Nationalstaat bilden konnte, war Wilson durchaus bewusst. Er verstand seinen Begriff der „self-determination“, wie einige Historiker glauben, weniger als „nationale Selbstbestimmung“ denn als „demokratische Selbstbestimmung“ (self-government). Die Völker Europas sollten Demokratien werden, weil diese Herrschaftsform, so glaubte der US-amerikanische Präsident, prinzipiell friedfertiger sei als andere politische Ordnungen. Dieser demokratiepolitische Aspekt wurde aber von den jungen Nationen Ostmittel- und Südosteuropas und namentlich von den Deutschen geflissentlich übersehen. So entstanden aus den zerfallenen Großreichen überwiegend neue Nationalitätenstaaten, die aber teilweise wie Nationalstaaten regiert wurden.
Hierzu gehören die erste Tschechoslowakische Republik, die die historischen Kronländer Böhmen und Mähren, die zuvor als „Oberungarn“ bekannte Slowakei und die Karpatoukraine umfasste, das als Königreich der Serben, Kroaten und Slowenen begründete Jugoslawien, Rumänien mit der ungarischen und deutschen Bevölkerung in Siebenbürgen wie auch Polen, das große Teile Litauens, Weißrusslands und der Westukraine unter seine Herrschaft brachte. Die prozentual größten Gebietsverluste erlitt dabei Ungarn, das auf ein Drittel des Territoriums verkleinert wurde, das es in der habsburgischen Doppelmonarchie umfasst hatte.

#### Der Zerfall Österreich-Ungarns

Gebietsforderungen der Republik Deutschösterreich von 1918, die sich jedoch bald als politisch nicht durchsetzbar erwiesen

Sowohl Ungarn als auch Deutsche sahen sich in den Nachfolgestaaten der Österreichisch-Ungarischen Monarchie plötzlich in einer Minderheitenposition und forderten dementsprechend – überwiegend erfolglos – eine Umsetzung ihres Selbstbestimmungsrechts ein. Dies betraf insbesondere die Tschechoslowakei, in der die Deutschen die zweitgrößte Bevölkerungsgruppe darstellten.
Der Zusammenschluss Österreichs mit dem Deutschen Reich wäre nur durch die Zustimmung der Alliierten möglich gewesen. Diese lehnten aber eine Union beider Staaten im Vertrag von Saint-Germain ab, weil dies zur Bildung einer Kontinentalmacht geführt hätte. Die Staatsbezeichnung „Deutschösterreich“ wurde von den Alliierten ebenfalls abgelehnt und musste in „Republik Österreich“ geändert werden.
Im Klagenfurt Becken im Süden Kärntens, sowie nach weiteren Verhandlungen in Westungarn, wurden Volksabstimmungen über die territoriale Zugehörigkeit abgehalten. In Kärnten sprach sich dabei eine Mehrheit der Abstimmenden für den Verbleib bei Österreich aus, in Westungarn (um die Stadt Sopron/Ödenburg) hingegen, stimmte die Mehrheit für den Verbleib bei Ungarn. Dem Wunsch der Mehrheit der Abstimmenden wurde gefolgt.

#### Vertrag von Versailles mit dem Deutschen Reich
Im Deutschen Reich bewertete ein großer Teil der Bevölkerung die Gebietsabtretungen aufgrund des Versailler Vertrags als ungerecht. Während die Kritik an der Abtretung für Gebiete wie Posen, das eine polnische Bevölkerungsmehrheit aufwies, kaum auf das Selbstbestimmungsrecht der Völker abheben konnte, wurde es als Argument jedoch für andere Gebiete vorgebracht.
Insbesondere in Bezug auf Oberschlesien wurde in Deutschland meist argumentiert, dass Selbstbestimmungsrecht sei missachtet worden, da auf das gesamte Gebiet gerechnet sich etwa 60 % der Abstimmenden für Deutschland ausgesprochen hatten, und eine Abtretung daher unzulässig sei. Dass der Versailler Vertrag unzweideutig eine Betrachtung der Ergebnisse nach Gemeinden vorsah, und darüber hinaus im östlichen Teil des Abstimmungsgebietes eine deutliche Mehrheit für den Anschluss an Polen gestimmt hatte, wurde in dieser verkürzten Kritik aus Deutschland geflissentlich übersehen. Ähnliche Kritik wurde auch an der Einteilung der Abstimmungszonen in Schleswig geübt, wobei hier aus Deutschland kritisiert wurde, dass Selbstbestimmungsrecht sei genau dadurch verletzt worden, dass die Abstimmung gerade nicht nach Gemeinden erfolgt sei. Wo die Volksabstimmungen jedoch Mehrheiten für Deutschland erbrachten (beispielsweise in West- und Ostpreußen), wurde dies wiederum als Bestätigung des Selbstbestimmungsrechts der Völker ausgelegt.
Unabhängig von der Unzufriedenheit mit dem Ergebnis einiger Volksabstimmungen durch revisionistische Kräfte, ist festhalten, dass alle Volksabstimmungen nach internationalen Standards und frei von Manipulationen durchgeführt wurden. Dem Mehrheitswillen der Abstimmenden wurde stets gefolgt, was heftige Debatten über die richtige Umsetzung dieses Mehrheitswillens, insbesondere in Oberschlesien, nicht ausschloss.

### Dekolonialisierung
Der afrikanische Kontinent befand sich bis zur Mitte des 20. Jahrhunderts weitgehend unter europäischer Kolonialherrschaft. Auch die Unabhängigkeitsbewegungen dieses Kontinents stützten sich in ihren Bestrebungen auf das Selbstbestimmungsrecht der Völker, jedoch nicht in derselben Weise wie die neuen Nationalstaaten Mitteleuropas. So einigten sich die Mitglieder der Organisation für Afrikanische Einheit frühzeitig darauf, die überwiegend auf der Berliner Kongokonferenz von 1884/1885 festgelegten kolonialen Staatsgrenzen nicht anzutasten. Die meisten afrikanischen Staaten sind nach europäischem Verständnis Vielvölkerstaaten. Ein Selbstbestimmungsrecht, das sich auf einzelne Ethnien bezogen hätte, wurde hier nicht realisiert. Dies geschah angesichts der Befürchtung, dass Grenzrevisionen entlang ethnischer Linien eine nicht endende Kette von Kriegen in Gang gesetzt hätten. Die einzigen Fälle einer Anerkennung eines später entstandenen Staates sind Namibia, das 1990 seine Unabhängigkeit von Südafrika erlangte, Eritrea, das sich nach mehreren Jahrzehnten des Kriegs von Äthiopien lossagte, und der Südsudan, der sich vom Sudan abgespalten hat. Das seit 1991 de facto unabhängige Somaliland bleibt dagegen ohne internationale Anerkennung und gilt als stabilisiertes De-facto-Regime.
Gleichzeitig existieren in verschiedenen afrikanischen Ländern sezessionistische Tendenzen, die durch den Ressourcenreichtum einzelner Regionen motiviert sind.
Bisher unerfüllt blieb zudem die Forderung der indigenen Sahrauis nach der Unabhängigkeit der Westsahara. Diese stellt heute die letzte Kolonie auf dem afrikanischen Kontinent dar.

### Zerfall der Sowjetunion
Die Renaissance der Nationalbewegungen in den Unionsrepubliken gehörte zu den wichtigsten Triebkräften, die das Ende der Sowjetunion (UdSSR) herbeiführten. Die Vorreiterrolle hatten hierbei die baltischen Staaten, die 1941 im Zuge des Deutsch-sowjetischen Nichtangriffspaktes von der UdSSR okkupiert und dann annektiert worden waren.
Die nationalen Bewegungen in diesen drei Republiken konnten nicht nur beträchtlichen Zulauf bei der Durchsetzung und Anerkennung souveräner Rechte erreichen, sondern auch die letztendlich erfolgreiche einseitige Loslösung von der Sowjetunion. Es ist zu bemerken, dass bei baltischen Republiken die Frage des Selbstbestimmungsrechts der Völker im Sinne des Völkerrechts beim Zerfall der Sowjetunion gar nicht in Frage gestellt werden kann, da die Staatlichkeit der baltischen Republiken schon vor der Okkupation der UdSSR existierte und 1990–1992 die (politische) Unabhängigkeit nur zu verkünden war. Neue baltische Staaten sind nach dem Zerfall der UdSSR nicht entstanden, da sie auch früher als Staaten gegolten haben.
Das Vorbild der Staaten im Baltikum machte zunächst in denjenigen Teilrepubliken Schule, die ihrerseits auf die Tradition von Nationalbewegungen zurückblicken konnten, etwa Georgien und die Ukraine, wurde jedoch auch von Staatsführern adaptiert, deren Staatsnationen überwiegend eine Kreation der Stalin-Ära waren, z. B. Turkmenistan.
Das Konzept des Selbstbestimmungsrechts konnte auch deshalb so in manchen ehemaligen sowjetischen Teilrepubliken einflussreich werden, da Lenin es bereits vor der Oktoberrevolution zum Kern seines Programms gemacht hatte. Seiner Theorie nach war die Sowjetunion ein freies Bündnis freier Völker die ihr Selbstbestimmungsrecht verwirklicht hatten.
Dieser positive Bezug auf das Selbstbestimmungsrecht wurde während der gesamten sowjetischen Epoche beibehalten. Die Ukraine und Belarus (damals noch als Bjelorußland) wurden auf diese Weise – als theoretisch selbstständige Staaten – am 24. Oktober 1945 zu Gründungsmitgliedern der Vereinten Nationen.
Besonders in den ersten Jahrzehnten wandte das sowjetische Regime erhebliche Mittel für das nation building in den neu gegründeten Republiken Turkestans auf, in dem bis dato keinerlei nationalstaatliche Tradition existierte, sondern der Bezug auf Stammesidentität, Religion und Lebensweise (nomadisch vs. sesshaft) identitätsprägend gewirkt hatte.
Während Lenins Theorie besagte, dass die Nationen, wenn ihnen größtmögliche Selbstbestimmung gewährt würde, auf die Dauer von selbst verschwinden würden, trat historisch das Gegenteil ein: Die Sowjetunion zerbrach 1991 exakt entlang jener Grenzen, die von Lenin und seinem Nationalitätenkommissar Stalin gezogen worden waren.
Dieses Zerbrechen führte nun zur Entstehung erheblicher russischer Minderheiten in den Nachbarstaaten, die nun ihrerseits teilweise die Frage der Selbstbestimmung stellten. Hierzu gehört die gewaltsame russische Abspaltung Transnistriens von Moldawien sowie die Autonomiebewegung auf der mehrheitlich russisch besiedelten Halbinsel Krim. Eine bedeutende russische Minderheit gibt es in Kasachstan. Die Verlegung des Regierungssitzes aus der Metropole Almaty in die nördliche Provinzstadt Akmola durch den autoritär regierenden Präsidenten Nursultan Nasarbajew wird auch als Zugeständnis gegenüber der russischen Bevölkerung erklärt.
Andere blutige Konflikte, in denen sich Parteien auf das Selbstbestimmungsrecht beriefen und berufen sind:
- der armenisch-aserbaidschanische Konflikt um Berg-Karabach, siehe Bergkarabachkonflikt;
- der erste und zweite Tschetschenien-Krieg;
- die Abspaltung Abchasiens von Georgien;
- die Abspaltung Südossetiens von Georgien;
- die zwischenzeitlich rückgängiggemachte Abspaltung Adschariens von Georgien.

### Der Zerfall Jugoslawiens
Auch die Staatsideologie der Sozialistischen Föderativen Republik Jugoslawien ging nominell von einer Eigenständigkeit der Teilrepubliken aus, die etwa in kultureller aber auch in wirtschaftlicher Hinsicht einen gewissen Spielraum genossen. Auch hier gehören einander ausschließende Bezüge auf das Selbstbestimmungsrecht durch mehrere auf demselben Territorium siedelnde Ethnien zu den Faktoren, die das blutige Auseinanderbrechen des Staatsverbands während der Jugoslawienkriege herbeiführten. Jedoch hatten auch die Nachfolgestaaten des ehemaligen Jugoslawiens wieder Probleme mit den verschiedenen nationalen Minderheiten in den neuen Staaten. Ein Beispiel ist das Verhältnis der Serben in Kroatien.

### Probleme der Gegenwart

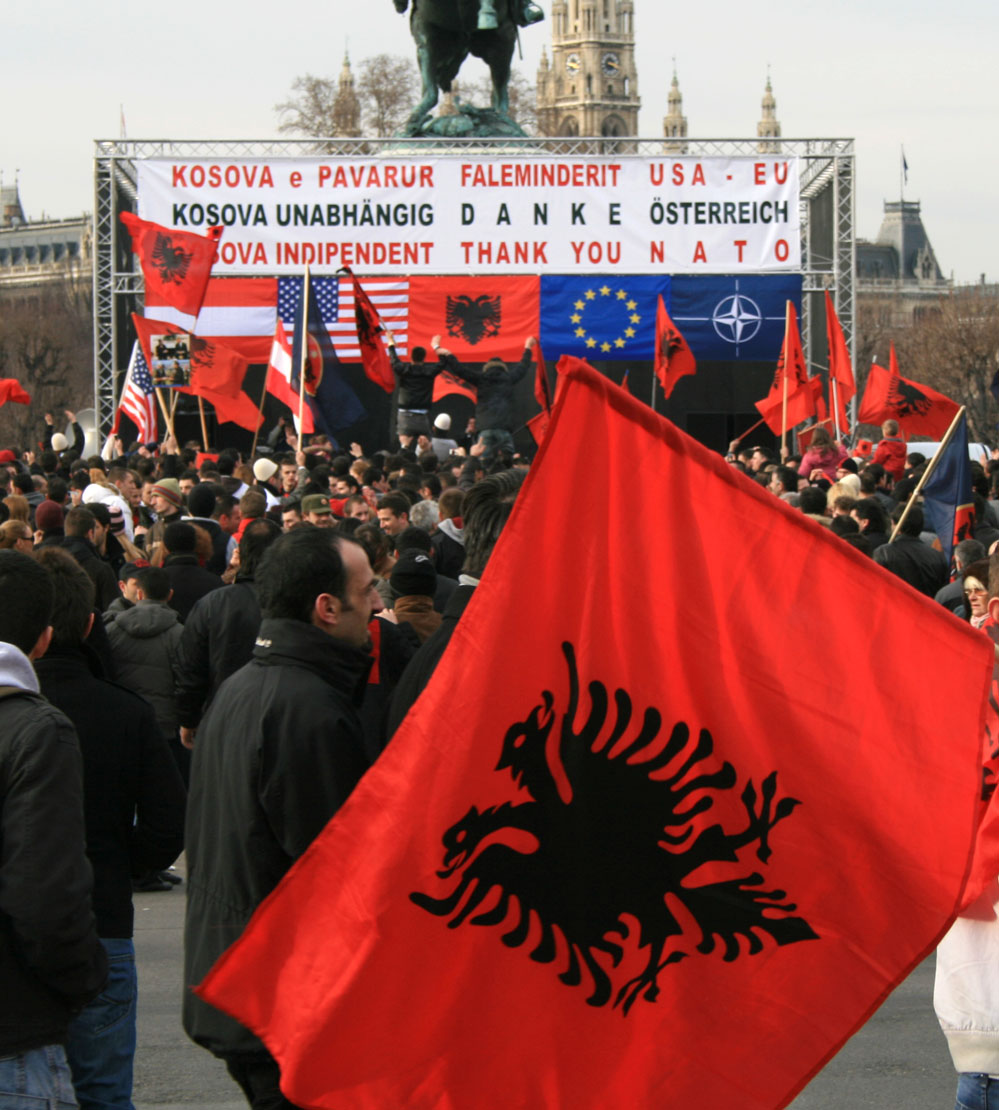
Unabhängigkeitserklärung des Kosovo von Serbien (17. Februar 2008)

Das Selbstbestimmungsrecht der Völker und dessen Missachtung kann Konflikte auslösen, intensivieren oder gegebenenfalls auch nur verdeutlichen. Beispiele aus jüngerer Vergangenheit und in der Gegenwart sind:
- Nordirlandkonflikt und die anhaltende Nachwirkung der Eroberung Irlands durch England;
- der vorangegangene Konflikt um das nunmehr unabhängige Osttimor;
- der Konflikt um die Falklandinseln zwischen Argentinien und dem Vereinigten Königreich Großbritannien und Nordirland;
- den Konflikt um Gibraltar zwischen Spanien und dem Vereinigten Königreich;
- Israel und Palästinensische Autonomiegebiete;
- der Xinjiang-Konflikt in der Volksrepublik China, bei dem Uyghuren ein unabhängiges Ostturkestan fordern, was von der Zentralregierung abgelehnt wird;
- der Westsaharakonflikt im Süden von Marokko;
- die Kurden in der Türkei, in Syrien, Iran und im Irak;
- die Forderung der Südtiroler nach Selbstbestimmung in Italien;
- die fortdauernde Herrschaft Indonesiens über das 1963 annektierte West-Papua;
- die Autonomieforderungen des Baskenlands und Kataloniens in Spanien;
- die Konflikte innerhalb der Russischen Föderation, vor allem in Tschetschenien;
- Unabhängigkeitsbestrebungen verschiedener Ethnien Indiens, wie etwa der Naga und der Zo, wobei Gebietsansprüche teilweise mit denen anderer Ethnien konkurrieren;
- der Konflikt um das zwischen Indien und Pakistan geteilte Kaschmir;
- die Unabhängigkeitserklärung des Kosovo von Serbien;
- die Abspaltung Transnistriens von Moldau (Moldawien);
- der Konflikt um die nun innerhalb von Georgien de facto souveränen Abchasien und Südossetien;
- die Annexion der Krim 2014 durch Russland

Ein bekanntes Beispiel ist die friedliche Auflösung der Tschechischen und Slowakischen Föderativen Republik zum 1. Januar 1993. Argumente des Selbstbestimmungsrechtes der Völker spielen auch eine zentrale Rolle bei der Begründung der Rechtsposition der tibetischen Exilregierung (CTA) hinsichtlich Tibets. Die Exilregierung geht dabei mit der Haltung des Dalai Lama bewusst einen gewaltlosen Weg, der sich an buddhistischen Prinzipien ausrichtet.

## Rezeption
Kritiker verweisen darauf, dass das Selbstbestimmungsrecht oft verweigert wurde, und halten es für kaum mehr als ein politisches Schlagwort. Ein Rechtsanspruch könne erst bestehen, wenn eine genauere Definition des Rechtes und seiner Träger die Gefahr der „Atomisierung“ der Staaten dadurch, dass sich eine unzufriedene Gruppe plötzlich zum Volk erkläre, zumindest verringert habe. Weil dies weder in den Menschenrechtspakten noch in der Prinzipienerklärung vom 24. Oktober 1970 geschehen sei, könnten die Pakte das Recht nicht gewähren. Dem kann jedoch u. a. entgegengehalten werden, dass weder die bloße fehlende positivrechtliche Durchnormierung (es gibt ja noch andere Quellen außer dem vertraglichen Völkerrecht) noch die Strittigkeit einzelner Bereiche bei grundsätzlicher Konturierung die Rechtsnormqualität hindern, und es widerspricht übrigens auch dem klaren Wortlaut der existierenden vertraglichen Normen.
Einige Wissenschaftler und Politiker lehnen das Selbstbestimmungsrecht der Völker prinzipiell ab. So beschrieb es Ralf Dahrendorf 1989 als „barbarisches Instrument“:

„Es gibt kein Recht der Armenier, unter Armeniern zu leben. Es gibt aber ein Recht für armenische Bürger ihres Gemeinwesens, Gleiche unter Gleichen zu sein, nicht benachteiligt zu werden, ja auch ihre eigene Sprache und Kultur zu pflegen. Das sind Bürgerrechte, Rechte der Einzelnen gegen jede Vormacht. Das sogenannte Selbstbestimmungsrecht hat unter anderem als Alibi für Homogenität gedient, und Homogenität heißt immer die Ausweisung oder Unterdrückung von Minderheiten.“

Götz Aly erklärte, beim Selbstbestimmungsrecht der Völker habe es sich ursprünglich um eine „nationalistische Kampfparole des 19. Jahrhunderts“ gehandelt, und bezeichnet es als „zutiefst vergiftet“. Nach seiner Auffassung zertraten „immer wieder […] Mehrheiten, die sich zum „Volk“ erklärten, unter dem Motto Selbstbestimmung die Rechte von Minderheiten und die das Individuum schützenden unveräußerlichen Grundrechte.“ Deshalb zählt er „das Selbstbestimmungsrecht der Völker zu den Ursachen der Katastrophen des 20. Jahrhunderts.“